# Dansk Melodi Grand Prix
Pour la version junior, voir MGP (émission de télévision danoise)
Le Dansk Melodi Grand Prix est un télé-crochet danois permettant de choisir le représentant du Danemark pour le Concours Eurovision de la chanson depuis que le pays l'a rejoint en 1957. Il n'a pas eu lieu lorsque le Danemark n'a pas participé au concours (soit entre 1967 et 1977, en 1994, en 1998 et en 2003). Le format a permis au pays de gagner l'Eurovision à trois reprises, en 1963, 2000 et 2013.

## Règlement du concours
Voici quelques points du règlement édité par DR pour l'édition de 2018:
- L'artiste, et dans une moindre mesure le(s) parolier(s) et le(s) compositeur(s); doivent être de nationalité danoise, sinon être résidents du pays de longue date (Groenland et Îles Féroé y compris).
- Un compositeur peut travailler avec plusieurs artistes du concours.
- L'artiste doit être disponible en cas de victoire pour les différentes obligations qu'entraîne une participation à l'Eurovision (conférences de presse, séances photos, apparitions télévisées...).
- Aucun membre de DR sans dispense de la chaîne, ne peut participer au Dansk Melodi Grand Prix.

Certain points du règlement sont les mêmes que pour l'Eurovision :
- Le titre présenté doit durer au maximum 3 minutes.
- Le titre ne doit pas avoir été chanté dans un lieu public, ou diffusé sur quelconque support avant le concours.
- Il ne doit pas y avoir plus de 6 personnes, ni aucun animal sur scène lors de chaque prestation.
- Les paroles des chansons, ainsi que leur présentation, ne peuvent porter atteinte, ni au Concours Eurovision, ni à l'UER. Il est interdit d'inclure tout mot ou tout geste de nature politique ou assimilable, toute insulte ou tout langage inacceptable. Il est aussi interdit d'inclure tout message publicitaire d'aucune sorte.

## Présentateurs
| Année                   | Présentateur                                               |
| ----------------------- | ---------------------------------------------------------- |
| 1957                    | Volmer Sørensen                                            |
| 1958                    | Volmer Sørensen                                            |
| 1959                    | Volmer Sørensen                                            |
| 1960                    | Volmer Sørensen                                            |
| 1961                    | Volmer Sørensen                                            |
| 1962                    | Svend Pedersen                                             |
| 1963                    | Mariane Birkelund                                          |
| 1964                    | Bent Fabricius-Bjerre                                      |
| 1966                    | Annette Faaborg                                            |
| Retrait de 1967 à 1977. |                                                            |
| 1978                    | Jørgen de Mylius                                           |
| 1979                    | Jørgen de Mylius et Erling Bundgaard                       |
| 1980                    | Jørgen de Mylius                                           |
| 1981                    | Jørgen de Mylius, Jarl Friis-Mekkelsen et Erling Bundgaard |
| 1982                    | Jørgen de Mylius                                           |
| 1983                    | Jørgen de Mylius                                           |
| 1984                    | Jørgen de Mylius                                           |
| 1985                    | Jørgen de Mylius                                           |
| 1986                    | Jørgen de Mylius                                           |
| 1987                    | Jørgen de Mylius                                           |
| 1988                    | Jørgen de Mylius                                           |
| 1989                    | Jarl Friis-Mekkelsen et De Nattergale                      |
| 1990                    | Birthe Kjar, Dario Campeotto et Zita Boye-Møller           |
| 1991                    | Mek Pek et Camilla Miehe-Renard                            |
| 1992                    | Anne Herdorf et Anders Frandsen                            |
| 1993                    | Keld Heick et Kirsten Siggaard                             |
| 1995                    | Gry de la Cour et Sidsel Agensø                            |
| 1996                    | Hans Otto Bisgaard                                         |
| 1997                    | Hans Otto Bisgaard                                         |
| 1999                    | Keld Hieck                                                 |
| 2000                    | Micheal Carøe et Natasja Crone                             |
| 2001                    | Keld Hieck                                                 |
| 2002                    | Micheal Carøe et Signe Svendsen                            |
| 2004                    | Peter Mygind et Natasja Crone                              |
| 2005                    | Brithe Kjar et Jarl Friis-Mikkelsen                        |
| 2006                    | Adam Duvå Hall et Mads Vangsø                              |
| 2007                    | Adam Duvå Hall et Camilla Ottesen                          |
| 2008                    | Adam Duvå Hall et Camilla Ottesen                          |
| 2009                    | Felix Smith et Birthe Kjær                                 |
| 2010                    | Felix Smith et Julie Berthelsen                            |
| 2011                    | Felix Smith et Lise Rønne                                  |
| 2012                    | Louise Wolff et Emil Thorup                                |
| 2013                    | Louise Wolff, Lise Rønne et Sofie Lassen-Kahlke            |
| 2014                    | Louise Wolff et Jacob Riising                              |
| 2015                    | Esben Bjerre et Jacob Riising                              |
| 2016                    | Jacob Riising, Annette Heick & Hilda Heick                 |
| 2017                    | Johannes Nymark et Annette Heick                           |
| 2018                    | Johannes Nymark et Annette Heick                           |
| 2019                    | Johannes Nymark et Kristian Gintberg                       |
| 2020                    | Rasmus Bjerg et Hella Joof                                 |
| 2021                    | Tina Müller et Martin Brygmann                             |
| 2022                    | Tina Müller et Martin Brygmann                             |
| 2023                    | Tina Müller et Martin Brygmann                             |
| 2024                    | Stéphanie Surrugue et Sara Bro                             |
| 2025                    | Stéphanie Surrugue et Sara Bro                             |

### Nombre de participations à la présentation
| Participation | Présentateur         | Année            |
| ------------- | -------------------- | ---------------- |
| 11            | Jørgen de Mylius     | de 1978 à 1988   |
| 5             | Volmer Sørensen      | de 1957 à 1961   |
| 3             | Keld Heick           | 1993, 1999, 2001 |
| 3             | Jarl Friis-Mekkelsen | 1981, 1989, 2005 |
| 3             | Adam Duvå Hall       | 2006, 2007, 2008 |
| 3             | Felix Smith          | 2009, 2010, 2011 |
| 3             | Louise Wolff         | 2012, 2013, 2014 |
| 3             | Jacob Rising         | 2014, 2015, 2016 |
| 3             | Annette Heick        | 2016, 2017, 2018 |
| 3             | Johannes Nymark      | 2017, 2018, 2019 |
| 3             | Tina Müller          | 2021, 2022, 2023 |
| 3             | Martin Brygmann      | 2021, 2022, 2023 |
| 2             | Erling Bundgaard     | 1979, 1981       |
| 2             | Camilla Ottesen      | 2007, 2008       |
| 2             | Lise Rønne           | 2011, 2013       |
| 2             | Stéphanie Surrugue   | 2024, 2025       |
| 2             | Sara Bro             | 2024, 2025       |

## Lieux et dates du concours
Voici un les lieux et dates des finales et des demi-finales du Grand Prix.
| Année                   | Finale     | Finale                 | Finale        | Demi-Finales | Demi-Finales                     | Demi-Finales |
| Année                   | Dates      | Lieux                  | Villes        | Dates        | Lieux                            | Villes       |
| ----------------------- | ---------- | ---------------------- | ------------- | ------------ | -------------------------------- | ------------ |
| 1957                    | 17 Février | Radiohuset             | Copenhague    |              |                                  |              |
| 1958                    | 16 Février | Radiohuset             | Copenhague    |              |                                  |              |
| 1959                    | 11 Février | Radiohuset             | Copenhague    |              |                                  |              |
| 1960                    | 4 Mars     | Radiohuset             | Copenhague    |              |                                  |              |
| 1961                    | 19 Février | Fredericia Teater      | Fredericia    |              |                                  |              |
| 1962                    | 9 Février  | Tivolis Koncertsal     | Copenhague    |              |                                  |              |
| 1963                    | 24 Février | Tivolis Koncertsal     | Copenhague    |              |                                  |              |
| 1964                    | 15 Février | Tivolis Koncertsal     | Copenhague    |              |                                  |              |
| 1965 (jamais diffusé)   | 18 Février | Radiohuset             | Copenhague    |              |                                  |              |
| 1966                    | 6 Février  | Tivolis Koncertsal     | Copenhague    |              |                                  |              |
| Retrait de 1967 à 1977. |            |                        |               |              |                                  |              |
| 1978                    | 25 Février | Tivolis Koncertsal     | Copenhague    |              |                                  |              |
| 1979                    | 3 Février  | TV-Byen                | Søborg        |              |                                  |              |
| 1980                    | 29 Mars    | Falkoner Centret       | Copenhague    |              |                                  |              |
| 1981                    | 28 Février | Restaurent Valencia    | Copenhague    |              |                                  |              |
| 1982                    | 13 Mars    | TV-Byen                | Søborg        |              |                                  |              |
| 1983                    | 5 Mars     | TV-Byen                | Søborg        |              |                                  |              |
| 1984                    | 18 Février | TV-Byen                | Søborg        |              |                                  |              |
| 1985                    | 9 Mars     | ASA Studier            | Lyngby        |              |                                  |              |
| 1986                    | 22 Février | TV-Byen                | Søborg        |              |                                  |              |
| 1987                    | 28 Février | Tivolis Koncertsal     | Copenhague    |              |                                  |              |
| 1988                    | 27 Février | TV-Byen                | Søborg        |              |                                  |              |
| 1989                    | 25 Mars    | Bella Center           | Copenhague    |              |                                  |              |
| 1990                    | 24 Mars    | Tivolis Koncertsal     | Copenhague    |              |                                  |              |
| 1991                    | 16 Mars    | Musikhuset Aarhus      | Aarhus        |              |                                  |              |
| 1992                    | 29 Février | Aalborghallen          | Aalborg       |              |                                  |              |
| 1993                    | 3 Avril    | Odense Congress Center | Odense        |              |                                  |              |
| 1994                    | Relégation | Relégation             | Relégation    | Relégation   | Relégation                       | Relégation   |
| 1995                    | 25 Mars    | TV-Byen                | Søborg        |              |                                  |              |
| 1996                    | 9 Mars     | TV-Byen                | Søborg        |              |                                  |              |
| 1997                    | 1 Mars     | TV-Byen                | Søborg        |              |                                  |              |
| 1998                    | Relégation | Relégation             | Relégation    | Relégation   | Relégation                       | Relégation   |
| 1999                    | 13 Mars    | TV-Byen                | Søborg        |              |                                  |              |
| 2000                    | 19 Février | Cirkusbygniengen       | Copenhague    |              |                                  |              |
| 2001                    | 17 Février | Messecenter Herming    | Herning       |              |                                  |              |
| 2002                    | 9 Février  | Cirkusbygniengen       | Copenhague    |              |                                  |              |
| 2003                    | Relégation | Relégation             | Relégation    | Relégation   | Relégation                       | Relégation   |
| 2004                    | 7 Février  | Atletion               | Aarhus        |              |                                  |              |
| 2005                    | 12 Février | Forum Horsens          | Horsens       |              |                                  |              |
| 2006                    | 11 Février | Gigantium              | Aalborg       |              |                                  |              |
| 2007                    | 10 Février | Forum Horsens          | Horsens       | 26 Janvier   | Musikteatret                     | Holstebro    |
| 2007                    | 10 Février | Forum Horsens          | Horsens       | 2 Février    | Aalborg Kongres og Kultur Center | Aalborg      |
| 2008                    | 2 Février  | Forum Horsens          | Horsens       | 12 Janvier   | DR Studio                        | Copenhague   |
| 2008                    | 2 Février  | Forum Horsens          | Horsens       | 19 Janvier   | DR Studio                        | Copenhague   |
| 2009                    | 31 Janvier | Messecenter Herming    | Herning       |              |                                  |              |
| 2010                    | 6 Février  | Gigantium              | Aalborg       |              |                                  |              |
| 2011                    | 26 Février | Ballerup Super Arena   | Ballerup      |              |                                  |              |
| 2012                    | 21 Janvier | Gigantium              | Aalborg       |              |                                  |              |
| 2013                    | 26 Janvier | Jyske Bank Boxen       | Herning       |              |                                  |              |
| 2014                    | 8 Mars     | Arena Fyn              | Odense        |              |                                  |              |
| 2015                    | 7 Février  | Gigantium              | Aalborg       |              |                                  |              |
| 2016                    | 13 Février | Forum Horsens          | Horsens       |              |                                  |              |
| 2017                    | 25 Février | Jyske Bank Boxen       | Herning       |              |                                  |              |
| 2018                    | 10 Février | Gigantium              | Aalborg       |              |                                  |              |
| 2019                    | 23 Février | Jyske Bank Boxen       | Herning       |              |                                  |              |
| 2020                    | 7 Mars     | Royal Arena            | Copenhague    |              |                                  |              |
| 2021                    | 6 Mars     | DR Byen                | Copenhague    |              |                                  |              |
| 2022                    | 5 Mars     | Jyske Bank Boxen       | Herning       |              |                                  |              |
| 2023                    | 11 Février | Næstved Arena          | Næstved       |              |                                  |              |
| 2024                    | 17 Février | DR Koncerthuset        | Copenhague    |              |                                  |              |
| 2025                    | 1 Mars     | Jyske Bank Boxen       | Herning       |              |                                  |              |
| 2026                    | 14 Février | Arena Nord             | Frederikshavn |              |                                  |              |

## Gagnants
Parmi tous les gagnants du Grand Prix, 3 ont permis au Danemark de gagner l'Eurovision : Grethe & Jorgen Ingmann en 1963, les Olsen Brothers en 2000, et Emmelie de Forest en 2013.
Voici tous les gagnants du concours, et leur place à l'Eurovision.
| Année                   | Chanson                          | Artiste                         | Position à l'Eurovision                               | Position à l'Eurovision                               | Position à l'Eurovision                               | Position à l'Eurovision                               |
| Année                   | Chanson                          | Artiste                         | Finale                                                | Finale                                                | Demi-finale                                           | Demi-finale                                           |
| Année                   | Chanson                          | Artiste                         | Place                                                 | Points                                                | Place                                                 | Points                                                |
| ----------------------- | -------------------------------- | ------------------------------- | ----------------------------------------------------- | ----------------------------------------------------- | ----------------------------------------------------- | ----------------------------------------------------- |
| 1957                    | Skibet skal sejle i nat          | Birthe Wilke et Gustav Winckler | 3                                                     | 10                                                    |                                                       |                                                       |
| 1958                    | Jeg rev et blad ud af min dagbog | Raquel Rastenni                 | 8                                                     | 3                                                     |                                                       |                                                       |
| 1959                    | Uh, jeg ville ønske jeg var dig  | Birthe Wilke                    | 5                                                     | 12                                                    |                                                       |                                                       |
| 1960                    | Det var en yndig tid             | Katy Bødtger                    | 10                                                    | 4                                                     |                                                       |                                                       |
| 1961                    | Angelique                        | Dario Campeotto                 | 5                                                     | 12                                                    |                                                       |                                                       |
| 1962                    | Vuggevise                        | Ellen Winther                   | 10                                                    | 2                                                     |                                                       |                                                       |
| 1963                    | Dansevise                        | Grethe & Jorgen Ingmann         | 1                                                     | 42                                                    |                                                       |                                                       |
| 1964                    | Sangen om dig                    | Bjørn Tidmand                   | 9                                                     | 4                                                     |                                                       |                                                       |
| 1965                    | For din skyld                    | Birgit Brüel                    | 7                                                     | 10                                                    |                                                       |                                                       |
| 1966                    | Stop - mens legen er go'         | Ulla Pia                        | 14                                                    | 4                                                     |                                                       |                                                       |
| Retrait de 1967 à 1977. |                                  |                                 |                                                       |                                                       |                                                       |                                                       |
| 1978                    | Boom Boom'                       | Mabel                           | 16                                                    | 13                                                    |                                                       |                                                       |
| 1979                    | Disco tango                      | Tommy Seebach                   | 6                                                     | 76                                                    |                                                       |                                                       |
| 1980                    | Tænker altid på dig              | Bamses Venner                   | 14                                                    | 25                                                    |                                                       |                                                       |
| 1981                    | Krøller eller ej                 | Tommy Seebach & Debbie Cameron  | 11                                                    | 41                                                    |                                                       |                                                       |
| 1982                    | Vidéo, Vidéo                     | Brixx                           | 17                                                    | 5                                                     |                                                       |                                                       |
| 1983                    | Kloden drejer                    | Gry Johansen                    | 17                                                    | 16                                                    |                                                       |                                                       |
| 1984                    | Det' lige det                    | Hot Eyes                        | 4                                                     | 101                                                   |                                                       |                                                       |
| 1985                    | Sku' du spørg' fra no'en?        | Hot Eyes                        | 11                                                    | 41                                                    |                                                       |                                                       |
| 1986                    | Du er fuld af løgn               | Lise Haavik                     | 6                                                     | 77                                                    |                                                       |                                                       |
| 1987                    | En lille melodi                  | Anne-Cathrine Herdorf           | 5                                                     | 83                                                    |                                                       |                                                       |
| 1988                    | Ka' du se hva' jeg sa'?          | Hot Eyes                        | 3                                                     | 92                                                    |                                                       |                                                       |
| 1989                    | Vi maler byen rød                | Birthe Kjær                     | 3                                                     | 111                                                   |                                                       |                                                       |
| 1990                    | Hallo Hallo                      | Lonnie Devantier                | 8                                                     | 64                                                    |                                                       |                                                       |
| 1991                    | Lige der hvor hjertet slår       | Anders Frandsen                 | 19                                                    | 8                                                     |                                                       |                                                       |
| 1992                    | Alt det sem ingen ser            | Kenny Lübcke & Lotte Nilsson    | 12                                                    | 47                                                    |                                                       |                                                       |
| 1993                    | Under stjernerne på himlen       | Tommy Seebach Band              | 22                                                    | 9                                                     |                                                       |                                                       |
| 1995                    | Fra Mols til Skagen              | Aud Wilken                      | 5                                                     | 92                                                    |                                                       |                                                       |
| 1996                    | Kun med dig                      | Dorte Andersen & Martin Loft    | Non-qualifié en pré-qualification                     | Non-qualifié en pré-qualification                     | Non-qualifié en pré-qualification                     | Non-qualifié en pré-qualification                     |
| 1997                    | Stemmen i mit liv                | Kølig Kaj                       | 16                                                    | 25                                                    |                                                       |                                                       |
| 1999                    | This time (I mean it)            | Michael Teschl & Trine Jepsen   | 8                                                     | 71                                                    |                                                       |                                                       |
| 2000                    | Fly on the wings of love         | Olsen Brothers                  | 1                                                     | 195                                                   |                                                       |                                                       |
| 2001                    | Never ever let you go            | Rollo & King                    | 2                                                     | 177                                                   |                                                       |                                                       |
| 2002                    | Tell me who you are              | Malene Mortensen                | 24                                                    | 07                                                    |                                                       |                                                       |
| 2004                    | Shame on you                     | Thomas Thordarsson              | Non-qualifié                                          | Non-qualifié                                          | 13                                                    | 56                                                    |
| 2005                    | Talking to you                   | Jakob Sveistrup                 | 10                                                    | 125                                                   | 3                                                     | 185                                                   |
| 2006                    | Twist of love                    | Sidsel Ben Semmane              | 18                                                    | 26                                                    | Directement qualifié                                  | Directement qualifié                                  |
| 2007                    | Drama Queen                      | DQ                              | Non-qualifié                                          | Non-qualifié                                          | 19                                                    | 45                                                    |
| 2008                    | All night long                   | Simon Mathew                    | 15                                                    | 60                                                    | 3                                                     | 112                                                   |
| 2009                    | Believe Again                    | Brinck                          | 13                                                    | 74                                                    | 8                                                     | 69                                                    |
| 2010                    | In A Moment Like This            | Shanée and N'evergreen          | 4                                                     | 149                                                   | 5                                                     | 101                                                   |
| 2011                    | New tommorow                     | A friend in London              | 5                                                     | 134                                                   | 2                                                     | 135                                                   |
| 2012                    | Should've Known Better           | Soluna Samay                    | 23                                                    | 21                                                    | 9                                                     | 63                                                    |
| 2013                    | Only Teardrops                   | Emmelie de Forest               | 1                                                     | 281                                                   | 1                                                     | 167                                                   |
| 2014                    | Cliché Love Song                 | Basim                           | 9                                                     | 74                                                    | Directement qualifié                                  | Directement qualifié                                  |
| 2015                    | The Way You Are                  | Anti Social Média               | Non-qualifié                                          | Non-qualifié                                          | 13                                                    | 33                                                    |
| 2016                    | Soldiers of Love                 | Lighthouse X                    | Non-qualifié                                          | Non-qualifié                                          | 17                                                    | 34                                                    |
| 2017                    | Where I Am                       | Anja Nissen                     | 20                                                    | 77                                                    | 10                                                    | 101                                                   |
| 2018                    | Higher Ground                    | Rasmussen                       | 9                                                     | 226                                                   | 5                                                     | 204                                                   |
| 2019                    | Love is forever                  | Leonora                         | 12                                                    | 120                                                   | 10                                                    | 94                                                    |
| 2020                    | Yes                              | Ben & Tan                       | Concours annulé en raison de la pandémie de Covid-19. | Concours annulé en raison de la pandémie de Covid-19. | Concours annulé en raison de la pandémie de Covid-19. | Concours annulé en raison de la pandémie de Covid-19. |
| 2021                    | Øve os på hinanden               | Fyr & Flamme                    | Non-qualifié                                          | Non-qualifié                                          | 11                                                    | 89                                                    |
| 2022                    | The Show                         | Reddi                           | Non-qualifié                                          | Non-qualifié                                          | 13                                                    | 55                                                    |
| 2023                    | Breaking My Heart                | Reiley                          | Non-qualifié                                          | Non-qualifié                                          | 14                                                    | 6                                                     |
| 2024                    | Sand                             | Saba                            | Non-qualifié                                          | Non-qualifié                                          | 12                                                    | 36                                                    |
| 2025                    | Hallucination                    | Sissal                          | 23                                                    | 47                                                    | 8                                                     | 61                                                    |